# Бонапарт, Виктор Наполеон
Наполеон Виктор Жером Фредерик Бонапарт, известный как Наполеон V (фр. Napoléon Victor Jérôme Frédéric Bonaparte, 18 июля 1862, Париж — 3 мая 1926, Брюссель) — французский принц из семьи Бонапартов, внук Жерома Вестфалийского, глава партии бонапартистов с 1891 года, претендент на французский трон с 1879 года до самой смерти в 1926 году.

## Жизнь
Принц Виктор родился в 1862 году, его родителями были Наполеон Жозеф Бонапарт и Клотильда Савойская. С санкции Наполеона Эжена в возрасте восемнадцати лет принц стал главой дома Бонапартов. Таким образом, в 1879 году он стал именовать себя Наполеоном V, хотя многие бонапартисты отдавали предпочтение его младшему брату принцу Луи. В 1884 году, когда произошёл резкий разрыв отношений между отцом и сыном, бонапартистская партия распалась на сторонников Жозефа Наполеона и Виктора Наполеона. 
В мае 1886 года князья бывшей правящей династии были изгнаны из Французской республики и принц Виктор уехал в Бельгию. Смерть отца в 1891 году поставила его во главе всей бонапартистской партии, но сама партия эта потеряла к тому времени всякое значение. Принц Виктор умер в 1926 году в Брюсселе.

## Семья
Его женой была Клементина Бельгийская
У них было двое детей:
- Мария Клотильда Бонапарт[англ.] (1912—1996), вышла замуж за графа Сержа де Витта (1891-1990), в браке родила 10 детей:
  - Мария Евгения де Витт (род. 29 августа 1939 г.), вышла замуж за графа Петера Шереметьева в 1961 г., детей не было, развод в 1975 г., вышла замуж за графа Эели де Пурталес (внука en:Hélie de Talleyrand-Périgord, Duke of Sagan и его жены Анна Гулд[англ.]) в 1975 г., детей не было.
  - Элен де Витт (род. 22 ноября 1941 г.) вышла замуж за Анри дю Лау д'Алемана, графа дю Лау д'Алемана (род. 17 марта 1927 г. в Париже) в 1959 г. в Париже и имела троих детей.
  - Наполеон Серж де Витт (1942–1942) умер во младенчестве.
  - Иоланда де Витт (9 января 1943 — 6 июля 1945) умерла ребёнком.
  - Вера де Витт (род. 7 ноября 1945 года в Монастире, Тунис) вышла замуж за Годфруа де Коммарк, маркиза де Комарка (род. 18 декабря 1938 года в Урвале, Франция), в 1966 года, в Париже, Франция, и родила двоих детей. Ее младший сын был женат на Сесили, дочери Крафта Гогенлоэ-Лангенбургский.
  - Бодуан де Витт (род. 24 января 1947 г.) женился на Изабель де Рокка-Серра (род. 8 января 1950 г. в Вене, Австрия) в 1968 г. в Сендриё и имел троих детей.
  - Изабель де Витт (род. 26 января 1949 г.) вышла замуж за Ремместа Лаана (род. 29 июля 1942 г.) 25 июня 1970 г. в Вене и родила троих сыновей.
  - Жан Жером де Витт (род. 12 апреля 1950 г.) женился на Веронике де Драйвер (род. 26 декабря 1950 г.) 21 октября 1970 г. в Синт-Дженезиус-Роде, Бельгия, имел троих детей, развод в 1992 г., женился на Вивиан Юто (род. 1947) в 1992 г., детей не было.
  - Владимир де Витт (род. 27 января 1952 г.) женился на Маргарите Маутнер фон Маркхоф (род. 15 марта 1954 г.) в 1976 г. и имел троих детей, развод в 1993 г., женился на Франсуазе Мартен-Флори (род. 28 мая 1959 г.) в 1993 г. в Париже и имел троих детей.
  - Энн де Витт (род. 28 сентября 1953 года в Бержераке) вышла замуж за Генри Робера де Ранчера (1949–1995) в 1975 года в Сендриё и родила двоих сыновей.
- Луи Бонапарт, принц Наполеон (1914—1997), в браке родилось 4 детей:
  - Принц Шарль Мари Жером Виктор (р. 19 октября 1950 года); претендент на главенство в Доме Бонапарт и титул «Принц Наполеон».
  - Принцесса Катрин Элизабет Aльберик Мари (р. 19 октября 1950 года); вышла замуж в 1974 г. за Николо Сан-Мартино д’Альэ маркиза ди Фонтането кон Сан-Джермано (р. 3 июля 1948 года), детей в браке не было, развод в 1982 г., вышла замуж вторично в 1982 г., в Париже, за Жан-Клода Дюалэ (р. 3 ноября 1936 года) и родила двух детей.
  - Принцесса Лора Клементина Женевьева (р. 8 октября 1952 года); замужем с 1982 года за Жан-Клодом Леконтом (р. 15 марта 1948) и родила сына и двух дочерей.
  - Принц Жером Ксавье Мари Жозеф Виктор (р. 14 января 1957 года).